# Busuu (langue)
Pour les articles homonymes, voir Busuu.
Le busuu (prononcer bousou) est une langue bantoïde méridionale parlée au Cameroun. En 1986, Roland Breton annonçait dans son étude une population de 8 locuteurs,,.
Elle fait partie des 19 langues camerounaises qui ont disparu entre 1983 – date de publication du premier Atlas linguistique du Cameroun – et 2004.